# Симфонический оркестр Кюсю
Симфонический оркестр Кюсю (яп. 九州交響楽団) — японский симфонический оркестр, базирующийся в городе Фукуока.
Оркестр возводит свою родословную к созданному в 1953 году студенческому оркестру Университета Кюсю. Первым руководителем оркестра был Хироси Исимару (до 1956 г.), затем с коллективом работали Тадаси Мори и (с 1968 г.) Карл Эстеррайхер.
В 1973 г. оркестр был преобразован в профессиональный, однако продолжал оставаться коллективом местного уровня, лишь в 1983 г. впервые выступив в Токио и Осаке. Дирижёрами оркестра в этот период был, помимо Мори и Эстеррайхера, Фолькер Ренике, а в 1981 г. их сменили Кадзухиро Коидзуми и Хидеоми Куроива; первый из них занял в 1989 г. пост музыкального руководителя. Значительный импульс развитию оркестра дали его первые международные гастроли — выезд в 1990 г. в Пусан, а затем руководство Хэйитиро Оямы, осуществившего в 1998—2000 гг. наиболее существенную запись оркестра — все фортепианные концерты Людвига ван Бетховена (солист Такахиро Сонода). В 2004 г. оркестр возглавил Кадзуёси Акияма, с 2006 г. главным приглашённым дирижёром оркестра является Давид Герингас. Оркестр даёт от 100 до 130 концертов в год по всей территории префектуры Фукуока.